# Cục Bảo vệ Môi sinh Hoa Kỳ
Cục Bảo vệ Môi sinh Hoa Kỳ, Cục Bảo vệ Môi trường Hoa Kỳ hay Cơ quan Bảo vệ Môi trường Mỹ (tiếng Anh: United States Environmental Protection Agency, viết tắt là EPA) là một cơ quan thuộc chính phủ liên bang Hoa Kỳ với nhiệm vụ bảo vệ sức khỏe con người và giữ gìn môi trường sống.
Cơ quan này giúp ngành lập pháp soạn các điều luật liên quan đến môi sinh và giúp ngành hành pháp thực thi những điều lệ ví dụ như điều hành chương trình Energy Star, ghi danh các hóa chất diệt trùng, và soạn định kỳ bản tường trình tổng kết hậu quả môi sinh.